# Станко Попанастасов Разбойников
 Тази статия е за българския учител.  За революционера от ВМОРО вижте Станко Разбойников.  
Станко Попанастасов Разбойников (Стратиев) е български възрожденски будител и революционер, роден и отрасъл в Мустафа Паша (от 1913 година – Свиленград). Виден педагог, литератор и революционен деец от Одринска и Беломорска Тракия, той произхожда от род с дълбоки корени в историята на борбите за независимост на България. Чичо по братова линия е на Анастас Разбойников.

## Биография
Станко Попанастасов на 16 годишна възраст става учител в родния си град при главния учител Христо Попмарков, който ръководи така нареченото „Червено Училище“ повече от десетилетие. В 1867 г. с разрешение на Османските власти отива да учи медицина в „Мактеби Идадие“ (медицински колеж) в Одрин. През 1869 г. като отличник на випуска е изпратен в Константинополския висш военномедицински лицей. По време на формалното си образование усвоява турски, арабски и френски език, които използва в падагогическата и преводаческата си дейност по-късно. В Цариград се запознава с дейците на предстоящото Априлско въстание Павел Бобеков и Константин Величков. Дружал е и с възрожденеца д-р Христо Стамболски. Научава за комитетската дейност на Васил Левски и кореспондира с Христо Ботев.
Завършвайки медицинското си образование през 1871 г. той се завръща в Мустафапаша и започва активна дейност, съвместно с Димитър Бояджиев, Димитър Новаков и Стоян Попмарков, по установяване на революционен комитет в града. Левски ги посещава през август 1871 г., основавайки в дома на Димитър Бояджиев комитет с 25 члена и ръководител Станко Разбойников. През 1870 превежда творбите на Шилер „Вилхелм Тел“ и „Разбойници“ на български. За първото свидетелства обява в турският вестник „Турция“, година седма, брой 1, от 20 февруари 1870 г. Съобшение под заглавието „Сякакви неща и новини“ гласи: „Г-на Станко П. Анастасов ни умолява да съобщим-известим чрез вестникът, че е турил вече под печат книгата „Вилхелм Тел“. В случай същият с това си съобщение запазва свое авторско право, тъй като в противен случай „щял да потърси удовлетворение пред надлежните власти“. Преводите и на двете пиеси, както и цялостният творчески и личен писмен архив на Станко Разбойников изгаря по време на опожаряването на Мустафа Паша от оттеглящите се Османски войски през 1913 г.
Като общественик и преподавател, Станко Разбойников участва в настоятелството на читалището в Мустафапаша – „Звезда“, основано през 1870 година. През 1875 г., съвместно с колегата си учител Петър Станчов, Станко Разбойников поставя в читалищната стая пиесата „Многострадална Геновева“. Твърди се, че на представлението присъствали турските управници – пашата, каймакамина, кмета, военни, които изказали голямо задоволство от играта на актьорите и на тръгване оставили дар на читалището по една бяла меджидия и доста бешлици. През зимата на 1871 – 1872 г. силно впечатлен от порои в района написва стихотворението „Наводнението на Марица“ в Цариградското българско списание „Читалище“ от 1 февруари 1872 г.. Стихотворението е отчасти вдъхновено от стила на „Борът“ на Иван Вазов, който е бил учител в Свиленград през 1872 – 1873 г. и говори положително за дарбата на младия Разбойников.
През 1875 г. е изпратен под стража в Одрин поради наклеветяване, че иска да убие гръкомана Чорбаджи Жеко. Скоро е освободен чрез свидетелствата на много застъпници. При избухването на Руско-Турската война, Станко Разбойников, заедно с 5 – 6 революционни съратници се укрива в Чернодъбската кория. Там дочакват руските войски, които достигат града през януари 1878 година.
След края на Руско-Турската война е назначен за началник на българската стража в Мустафа Паша. От 1886 г. е назначен за Околийски началник на Кавакли (днес Тополовград) и ръководи в тази роля до смъртта си през 1889 г.

## Представители на рода
Родът на „разбойниците“, произлиза от харманлийското село Сюлякьой (сега Доситеево), с родоначалник поп Васил, роден в 1700 г. В рода има свещеници и учители, крепители на българската духовност, хайдути и хайдушки войводи, действали в Сакара, Странджа и Източните Родопи. Един от тях, Стратия войвода, роден през 1755 г. в Сюлякьой, е наречен от турците „Канатли Стратия“ (Хвърковатия), а родът му – „Разбойниковците“, което ще рече врагове на империята. След залавянето и обезглавяването му, неговото семейство се преселва в Мустафа Паша.
През XIX и XX век родът излъчва видни фигури на национално-освободителната борба в Одринско – учители, общественици, административни ръководители, революционери. Братът на Станко Разбойиков – Спас Разбойников е завършил Пловдивската мъжка гимназия. След Освобождението на Свиленград през 1912 г. като един от образованите и уважавани граждани е избран за първи кмет на града. Синът на Спас Разбойников, Анастас Разбойников е виден историк и географ, който публикува множество трудове за историята на Одринска Тракия и българските борби за независимост. Той също е авторът на най-цялостната история на Свиленград, „Миналото на Свиленград. Историята на града до 1913 година“.
Синът на Станко Разбойников, Владимир Разбойников, е полицейски началник и през 1921 – 1923 г. е избран за кмет на Свиленград, а по-късно влиза в управата на местната кооперация „Коприна“.
По време на пребиваването си в Мустафа Паша като учител, писателят Иван Вазов иска ръката на Елена Янакиева Бояджиева, внучка на Димитър Бояджиев. Баща ѝ, Янаки Бояджиев, отказва на писателя защото той е „чужденец“ (ябанджия) но приема предложението за женитба от Станко Разбойников.
Правнук на Станко Разбойников е известният български оперен певец Асен Василев.
Почти всички семейни, лични и официални документи в Мустафа Паша са унищожени по време на страховития пожар от 1913 г. причинен от оттеглящите се османските войски.

## Литереатура
- Разбойников, Анастас Спасов. Миналото на Свиленград. Историята на града до 1913 година.   София, ОФ, 1990.